# José Manuel Torres Orenga
José Manuel Torres Orenga (La Vall d'Uixó, 31 de març de 1962) és un exfutbolista valencià, que ocupava la posició de defensa.

## Trajectòria
Va militar al València CF entre la temporada 87/88 i la 91/92, sent suplent en totes elles. En total, va sumar 44 partits a primera divisió amb el conjunt de Mestalla.